# Université de Golestan
 (novembre 2023).
La mise en forme du texte ne suit pas les recommandations de Wikipédia : il faut le « wikifier ».
Les points d'amélioration suivants sont les cas les plus fréquents. Le détail des points à revoir est peut-être précisé sur la page de discussion.
- Les titres sont pré-formatés par le logiciel. Ils ne sont ni en capitales, ni en gras.
- Le texte ne doit pas être écrit en capitales (les noms de famille non plus), ni en gras, ni en italique, ni en « petit »…
- Le gras n'est utilisé que pour surligner le titre de l'article dans l'introduction, une seule fois.
- L'italique est rarement utilisé : mots en langue étrangère, titres d'œuvres, noms de bateaux, etc.
- Les citations ne sont pas en italique mais en corps de texte normal. Elles sont entourées par des guillemets français : « et ».
- Les listes à puces sont à éviter, des paragraphes rédigés étant largement préférés. Les tableaux sont à réserver à la présentation de données structurées (résultats, etc.).
- Les appels de note de bas de page (petits chiffres en exposant, introduits par l'outil «  Source ») sont à placer entre la fin de phrase et le point final[comme ça].
- Les liens internes (vers d'autres articles de Wikipédia) sont à choisir avec parcimonie. Créez des liens vers des articles approfondissant le sujet. Les termes génériques sans rapport avec le sujet sont à éviter, ainsi que les répétitions de liens vers un même terme.
- Les liens externes sont à placer uniquement dans une section « Liens externes », à la fin de l'article. Ces liens sont à choisir avec parcimonie suivant les règles définies. Si un lien sert de source à l'article, son insertion dans le texte est à faire par les notes de bas de page.
- La présentation des références doit suivre les conventions bibliographiques. Il est recommandé d'utiliser les modèles {{Ouvrage}}, {{Chapitre}}, {{Article}}, {{Lien web}} et/ou {{Bibliographie}}. Le mode d'édition visuel peut mettre en forme automatiquement les références.
- Insérer une infobox (cadre d'informations à droite) n'est pas obligatoire pour parachever la mise en page.

Pour une aide détaillée, merci de consulter Aide:Wikification.
Si vous pensez que ces points ont été résolus, vous pouvez retirer ce bandeau et améliorer la mise en forme d'un autre article.
 (décembre 2023).
LUniversité de Golestan est une université publique située à Gorgan, une grande ville bordant la mer Caspienne, dans la province de Golestan, dans le nord-est de l'Iran. Elle s'est séparée de l'Université de sciences agricoles et de ressources naturelles de Gorgan, fondée en 1957, en 2008. L'admission à l'Université de Golestan se fait par le biais d'un concours d'entrée très compétitif appelé examen national d'entrée à l'université. L'Université de Golestan entretient des liens étroits avec le Parc scientifique et technologique de Golestan, l'Université de sciences médicales de Golestan et l'Université de sciences agricoles et de ressources naturelles de Gorgan. L'UG propose un large éventail de cours dans trois facultés : Lettres, Sciences et Ingénierie et Technologie (sur deux campus).
Avec 175 membres du corps professoral, l'université compte quatre facultés et divers centres de recherche. On y dénombre près de 4500 étudiants dans 72 domaines d'études, comprenant des programmes de premier cycle, de cycle supérieur et de doctorat, conduisant aux diplômes de B.Sc., B.Eng., M.Sc., B.A., M.A. et Ph.D. L'université compte des membres du corps professoral de prestige reconnus pour leur excellence et leur impact dans la recherche,,.

## Histoire
L'Université de Golestan, avec son riche patrimoine académique, remonte à la fondation de l'Université de sciences agricoles et de ressources naturelles de Gorgan en 1957. En 2008, l'Université de Golestan a émergé comme une institution indépendante, se séparant de son homologue agricole. Cette transition a marqué un moment décisif dans l'histoire de l'université, lui permettant d'élargir ses horizons académiques et de diversifier ses offres.

## Admission
L'admission à l'Université de Golestan est très compétitive et est déterminée par les examens nationaux d'entrée à l'université, reflétant l'engagement de l'institution envers l'excellence académique. Les étudiants potentiels subissent des évaluations rigoureuses pour obtenir une place dans cette prestigieuse université publique.

## Collaborations et partenariats
L'Université de Golestan entretient des liens solides avec des entités clés telles que [le Parc scientifique et technologique de Golestan](https://www.gstpark.ir/en), [l'Université de sciences médicales de Golestan](https://www.goums.ac.ir/en) et [l'Université de sciences agricoles et de ressources naturelles de Gorgan](https://www.gau.ac.ir/En).

## Facultés et filières
L'Université de Golestan est organisée en trois facultés, offrant chacune une gamme diversifiée de programmes académiques :

### Faculté des sciences
Cette faculté abrite sept départements proposant des programmes en mathématiques, physique, chimie, biologie, géologie, statistiques et informatique. La faculté compte 45 membres du corps professoral et accueille 1200 étudiants. L'objectif est de promouvoir la recherche scientifique et l'éducation dans divers domaines des sciences fondamentales.

#### Licence (Niveau)
- Biologie
- Chimie
- Géologie
- Mathématiques et informatique
- Physique
- Statistiques

#### Master (Niveau)
- Biologie
- Chimie
- Géologie
- Mathématiques
- Physique
- Statistiques

#### Doctorat (Niveau)
- Biologie
- Chimie
- Géologie
- Mathématiques

### Faculté des lettres et sciences humaines
Composée de six départements, cette faculté propose des programmes en langue et littérature persanes, langue et littérature anglaises, études islamiques et théologie, sciences sociales et politiques, éducation physique et gestion. Avec 50 membres du corps professoral et 1500 étudiants, la faculté vise à fournir une compréhension approfondie des phénomènes humains dans divers contextes.

#### Licence (Niveau)
- Économie
- Langue et littérature anglaises
- Géographie
- Études islamiques
- Droit
- Gestion
- Langue et littérature persanes
- Sciences sociales
- Éducation physique et sciences du sport

#### Master (Niveau)
- Économie
- Langue et littérature anglaises
- Géographie
- Études islamiques
- Droit
- Langue et littérature persanes
- Sciences sociales

### Faculté d'ingénierie et de technologie (Campus de Gorgan)
Cette faculté est composée de six départements proposant des programmes en génie civil, génie mécanique, génie électrique, génie chimique, génie des polymères et architecture. Avec 40 membres du corps professoral et 1000 étudiants, la faculté vise à former des ingénieurs et des architectes pour des pratiques durables et innovantes.

#### Licence (Niveau)
- Architecture et art
- Génie informatique
- Génie civil
- Génie électrique
- Génie industriel
- Génie mécanique
- Génie des polymères
- Génie chimique
- Génie topographique

#### Master (Niveau)
- Architecture et art
- Génie informatique
- Génie civil
- Génie électrique
- Génie industriel
- Génie mécanique
- Génie des polymères
- Génie chimique
- Génie topographique

### Faculté d'ingénierie et de technologie (Campus d'Ali-Abad Katoul)
Cette faculté, fondée en 2006, propose des programmes en génie logiciel et génie topographique.